# Kooperation Phytopharmaka
Die Kooperation Phytopharmaka ist eine wissenschaftliche Gesellschaft mit Sitz in Bonn. Sie setzt sich für eine Stärkung des Stellenwerts pflanzlicher Arzneimittel im Gesundheitssystem ein.

## Geschichte
Die Kooperation Phytopharmaka wurde 1982 in Köln gegründet. Sie verfolgt das Ziel, die Anwendung pflanzlicher Arzneimittel (Phytotherapie) zu erhalten, zu unterstützen und zu fördern Als Gesellschaft bürgerlichen Rechts (GbR) ist sie ein Zusammenschluss von drei Verbänden und einer wissenschaftlichen Fachgesellschaft:
- Bundesverband der Arzneimittel-Hersteller (BAH)
- Bundesverband der Pharmazeutischen Industrie (BPI)
- Verband der Reformwaren-Hersteller (VRH)[3]
- Gesellschaft für Phytotherapie e.V. (GPT)

und hat insgesamt 47 Gesellschafter (Stand 31. Dezember 2020).
Während der Gründungszeit war die Erarbeitung von Materialien für die Unterstützung der Monographie-Erstellung in der Kommission E die Hauptaufgabe der Kooperation Phytopharmaka. Heute arbeitet die Kooperation vor allem an der Zusammenstellung und der gutachterlichen Bewertung und Publikation wissenschaftlichen Erkenntnismaterials und unterstützt durch fachlich-wissenschaftliche Ausarbeitungen ihre Mitgliedsfirmen beim Nachweis von Qualität, Wirksamkeit und Unbedenklichkeit von pflanzlichen Arzneimitteln. Dies betrifft sowohl Präparate des „well-established medicinal use“ (allgemeiner medizinischer Gebrauch), die auf Basis bibliographischer Daten zugelassen werden, als auch des „traditional use“, die aufgrund ihrer langjährigen Tradition registriert werden. Dabei wird die wissenschaftliche Literatur gesichtet, nach neuestem Erkenntnisstand von unabhängigen Experten bewertet und in Ausarbeitungen zusammengestellt.

## Gremien
Der wissenschaftliche Beirat ist das geschäftsführende Organ der Kooperation Phytopharmaka. Er besteht aus bis zu zwölf Vertretern der Gesellschafter, die von den vier Gründungsorganisationen vorgeschlagen werden. Der wissenschaftliche Beirat wird jährlich von der Gesellschafterversammlung gewählt.
Die Mitglieder der AG Wissenschaft werden vom wissenschaftlichen Beirat berufen und bearbeiten kontinuierlich die Projekte der AG.

## Projekte
Im Rahmen des PhytoVIS-Projektes hat die Kooperation Phytopharmaka eine Datenbank erstellt, welche die Erfahrung von Patienten mit pflanzlichen Arzneimitteln abbildet.
Unter dem Titel PA-Projekt unterstützt die Kooperation Phytopharmaka ein Forschungsprojekt, das die relative toxische Potenz von Pyrrolizidinalkaloiden (PA) hinsichtlich ihrer Leberzelltoxizität und Genotoxizität an Zellkulturen untersucht und auf dieser Basis Modellvorstellungen zur Übertragung der Ergebnisse auf den Menschen entwickelt. Es werden auf wissenschaftlicher Grundlage Risikobewertungen durchgeführt, da einige PA im Verdacht stehen, leberschädigend, erbgutverändernd, embryoschädigend und krebsfördernd bzw. -auslösend zu wirken.
Die Bildungskiste richtet sich an Schüler und Schülerinnen der Sekundarstufen 1 und 2. Sie lernen ausgewählte Arzneipflanzen, deren Wirkung und Wirkungsmechanismus sowie die Techniken zur Verarbeitung von Pflanzen zu Arzneimitteln kennen. Die Bildungskiste wurde als UN-Dekade-Projekt für den Zeitraum 2011–2020 ausgezeichnet.
Das Arzneipflanzenlexikon ist eine Datenbank zu Arzneipflanzen und deren Wirkung, die sich sowohl an Fachleute als auch an interessierte Laien wendet.